# Todd Blanche
Todd Wallace Blanche (6 agosto 1974) è un avvocato e giudice statunitense e il 40° vice procuratore generale degli Stati Uniti dal 2025.
È noto soprattutto per aver rappresentato il presidente degli Stati Uniti Donald Trump nel processo penale del 2024 a New York. Blanche ha lavorato presso lo studio legale più antico di Wall Street, Cadwalader, Wickersham & Taft, dove è stato socio e ha rappresentato clienti come Igor Fruman, associato di Rudy Giuliani, e l'ex presidente della campagna di Trump, Paul Manafort.
Nel novembre 2024, il presidente neoeletto Trump annunciò la sua intenzione di nominare Blanche procuratore generale aggiunto. È stato confermato dal Senato degli Stati Uniti il 5 marzo 2025 con 52 voti contro 46. Il 12 maggio 2025, Trump tentò di nominare Blanche bibliotecario facente funzione del Congresso, una posizione nel ramo legislativo. 